# Brenda Robertson
Pour les articles homonymes, voir Robertson.
Brenda Mary Robertson (23 mai 1929 à Sussex (Nouveau-Brunswick) - 23 septembre 2020 à Riverview (Nouveau-Brunswick)) est une femme d'affaires et une femme politique canadienne du Nouveau-Brunswick.

## Biographie
Brenda Robertson naît le 23 mai 1929 à Sussex au Nouveau-Brunswick.
Elle devient la première femme députée du Nouveau-Brunswick en étant élue le 23 octobre 1967 dans la circonscription de Albert. Elle y sera constamment réélue jusqu'en 1974, puis dans celle de Riverview jusqu'en 1984. Durant cette période, elle devient également la première femme ministre du Nouveau-Brunswick en étant nommée ministre de la Jeunesse le 12 novembre 1970. Elle occupera en outre les fonctions de ministre du Bien-être social (1971-1972), des Services sociaux (1972-1974), de la Santé (1976 puis de 1978 à 1982) et enfin de la Réforme du programme social (1982-1984).
Elle est ensuite nommée sénatrice sur avis de Brian Mulroney le 21 décembre 1984 et le reste jusqu'à sa retraite obligatoire le 23 mai 2004.
Elle meurt le 23 septembre 2020. En 2023, le gouvernement du Nouveau-Brunswick décide que le nouveau pont entre Moncton et Riverview sera nommé le pont « l'Honorable Brenda-Robertson ».

## Décorations
- Ordre du Nouveau-Brunswick : 2004
- Ordre du Canada : 2008